# Fed Cup 2014 Zona Asia/Oceania
La Zona Asia/Oceania (Asia/Oceania Zone) è una delle 3 divisioni zonali nell'ambito della Fed Cup 2014. Essa è a sua volta suddivisa in due gruppi (Gruppo I, Gruppo II) formati rispettivamente da 7 e 13 squadre, inserite in tali gruppi in base ai risultati ottenuti l'anno precedente.

## Gruppo I
- Sede: National Tennis Centre, Astana, Kazakistan (cemento indoor)
- Periodo: 5-8 febbraio
- Formula: due gironi (Pool) da tre e quattro squadre ciascuno, in cui ogni squadra affronta le altre incluse nel proprio Pool. Successivamente la prima in classifica del Pool A affronta la prima del Pool B per l'ammissione agli spareggi del Gruppo Mondiale II. Le ultime di ciascun Pool si affrontano in una finale parallela per evitare la retrocessione al Gruppo II.

|   | Pool A (Dettagli) | Thailandia (bandiera) | Kazakistan (bandiera) | Indonesia (bandiera) |
| 1 | Thailandia (2-0)  |                       | 2-1                   | 3-0                  |
| 2 | Kazakistan (1-1)  | 1-2                   |                       | 3-0                  |
| 3 | Indonesia (0-2)   | 0-3                   | 0-3                   |                      |

|   | Pool B (Dettagli)   | Uzbekistan (bandiera) | Cina (bandiera) | Corea del Sud (bandiera) | Taipei cinese (bandiera) |
| 1 | Uzbekistan (3-0)    |                       | 2-1             | 2-0                      | 3-0                      |
| 2 | Cina (2-1)          | 1-2                   |                 | 3-0                      | 3-0                      |
| 3 | Corea del Sud (1-2) | 0-2                   | 0-3             |                          | 3-0                      |
| 4 | Taipei cinese (0-3) | 0-3                   | 0-3             | 0-3                      |                          |

### Spareggio promozione

#### Thailandia vs. Uzbekistan
| Thailandia 2 | National Tennis Centre, Astana, Kazakistan 8 febbraio 2014 cemento indoor | National Tennis Centre, Astana, Kazakistan 8 febbraio 2014 cemento indoor   | Uzbekistan 1 |     |     |  |
| \| \| \| \| 1 \| 2 \| 3 \| \| \| - \| \| --------------------------------------------------------------------------- \| ---- \| --- \| --- \| \| \| 1 \| \| Noppawan Lertcheewakarn Sabina Sharipova \| 65 7 \| 4 6 \| \| \| \| 2 \| \| Luksika Kumkhum Nigina Abduraimova \| 7 62 \| 7 5 \| \| \| \| 3 \| \| Luksika Kumkhum / Tamarine Tanasugarn Nigina Abduraimova / Sabina Sharipova \| 6 3 \| 3 6 \| 6 4 \| \| |                                                                           |                                                                             |              |     |     |  |
| |                                                                           |                                                                             | 1            | 2   | 3   |  |
| 1 | Thailandia (bandiera) · Uzbekistan (bandiera)                             | Noppawan Lertcheewakarn Sabina Sharipova                                    | 65 7         | 4 6 |     |  |
| 2 | Thailandia (bandiera) · Uzbekistan (bandiera)                             | Luksika Kumkhum Nigina Abduraimova                                          | 7 62         | 7 5 |     |  |
| 3 | Thailandia (bandiera) · Uzbekistan (bandiera)                             | Luksika Kumkhum / Tamarine Tanasugarn Nigina Abduraimova / Sabina Sharipova | 6 3          | 3 6 | 6 4 |  |

### Spareggio 3º/4º posto

#### Kazakistan vs. Cina
| Kazakistan 2 | National Tennis Centre, Astana, Kazakistan 8 febbraio 2014 cemento indoor | National Tennis Centre, Astana, Kazakistan 8 febbraio 2014 cemento indoor | Cina 0 |     |     |             |
| \| \| \| \| 1 \| 2 \| 3 \| \| \| - \| \| -------------------------------------------------------------- \| --- \| --- \| --- \| ----------- \| \| 1 \| \| Sesil Karatančeva Liu Fangzhou \| 4 6 \| 6 1 \| 6 1 \| \| \| 2 \| \| Julija Putinceva Wang Qiang \| 0 6 \| 6 3 \| 6 1 \| \| \| 3 \| \| Sesil Karatančeva / Julija Putinceva Liu Fangzhou / Wang Qiang \| \| \| \| non giocato \| |                                                                           |                                                                           |        |     |     |             |
| |                                                                           |                                                                           | 1      | 2   | 3   |             |
| 1 | Kazakistan (bandiera) · Cina (bandiera)                                   | Sesil Karatančeva Liu Fangzhou                                            | 4 6    | 6 1 | 6 1 |             |
| 2 | Kazakistan (bandiera) · Cina (bandiera)                                   | Julija Putinceva Wang Qiang                                               | 0 6    | 6 3 | 6 1 |             |
| 3 | Kazakistan (bandiera) · Cina (bandiera)                                   | Sesil Karatančeva / Julija Putinceva Liu Fangzhou / Wang Qiang            |        |     |     | non giocato |

### Spareggio retrocessione

#### Indonesia vs. Taipei Cinese
| Indonesia 0 | National Tennis Centre, Astana, Kazakistan 8 febbraio 2014 cemento indoor | National Tennis Centre, Astana, Kazakistan 8 febbraio 2014 cemento indoor | Taipei cinese 2 |      |     |             |
| \| \| \| \| 1 \| 2 \| 3 \| \| \| - \| \| ---------------------------------------------------------- \| ---- \| ---- \| --- \| ----------- \| \| 1 \| \| Tami Grende Yang Chia-hsien \| 65 7 \| 4 6 \| \| \| \| 2 \| \| Lavinia Tananta Chan Chin-wei \| 4 6 \| 7 65 \| 4 6 \| \| \| 3 \| \| Tami Grende / Lavinia Tananta Chan Chin-wei / Lee Ya-hsuan \| \| \| \| non giocato \| |                                                                           |                                                                           |                 |      |     |             |
| |                                                                           |                                                                           | 1               | 2    | 3   |             |
| 1 | Indonesia (bandiera) · Taipei cinese (bandiera)                           | Tami Grende Yang Chia-hsien                                               | 65 7            | 4 6  |     |             |
| 2 | Indonesia (bandiera) · Taipei cinese (bandiera)                           | Lavinia Tananta Chan Chin-wei                                             | 4 6             | 7 65 | 4 6 |             |
| 3 | Indonesia (bandiera) · Taipei cinese (bandiera)                           | Tami Grende / Lavinia Tananta Chan Chin-wei / Lee Ya-hsuan                |                 |      |     | non giocato |

### Verdetti
- Thailandia ai playoff per il Gruppo Mondiale II.
- Indonesia retrocessa nel Gruppo II per il 2015.

## Gruppo II
- Sede: National Tennis Centre, Astana, Kazakistan (cemento outdoor)
- Periodo: 4-8 febbraio
- Formula: vengono sorteggiati tre gironi da tre squadre ciascuno (i Pool A, B e C) e uno da quattro squadre (il Pool D). Le prime classificate di ciascun girone si affrontano successivamente in due semifinali promozione, per stabilire l'unica squadra ammessa al Gruppo I per l'anno successivo.

### Gironi
|   | Pool A (Dettagli) | Hong Kong (bandiera) | Malaysia (bandiera) | Vietnam (bandiera) |
| 1 | Hong Kong (2–0)   |                      | 3–0                 | 3–0                |
| 2 | Malaysia (1–1)    | 0–3                  |                     | 2–1                |
| 3 | Vietnam (0–2)     | 0–3                  | 1–2                 |                    |

|   | Pool B (Dettagli) | Filippine (bandiera) | Singapore (bandiera) | Sri Lanka (bandiera) |
| 1 | Filippine (2–0)   |                      | 3–0                  | 3–0                  |
| 2 | Singapore (1–1)   | 0–3                  |                      | 2–1                  |
| 3 | Sri Lanka (0–2)   | 0–3                  | 1–2                  |                      |

|   | Pool C (Dettagli)  | Turkmenistan (bandiera) | Kirghizistan (bandiera) | Iraq (bandiera) |
| 1 | Turkmenistan (2–0) |                         | 3–0                     | 2–1             |
| 2 | Kirghizistan (1–1) | 0–3                     |                         | 2–1             |
| 3 | Iraq (0–2)         | 1–2                     | 1–2                     |                 |

|   | Pool D (Dettagli)   | India (bandiera) | Iran (bandiera) | Nuova Zelanda (bandiera) | Pakistan (bandiera) |
| 1 | India (3–0)         |                  | 3–0             | 2–1                      | 3–0                 |
| 2 | Iran (1–2)          | 0–3              |                 | 0–3                      | 2–1                 |
| 3 | Nuova Zelanda (2–1) | 1–2              | 3–0             |                          | 3–0                 |
| 4 | Pakistan (0–3)      | 0–3              | 1–2             | 0–3                      |                     |

### Play-off

#### Incontri dal 1º al 4º posto
|  | Semifinali | Semifinali   | Semifinali |           |   | Finale    | Finale | Finale |  |
|  |            |              |            |           |   |           |        |        |  |
|  | A          | Hong Kong    | 2          |           |   |           |        |        |  |
|  | A          | Hong Kong    | 2          |           |   |           |        |        |  |
|  | D          | India        | 1          |           |   |           |        |        |  |
|  | D          | India        | 1          |           | A | Hong Kong | 2      |        |  |
|  |            |              |            |           | A | Hong Kong | 2      |        |  |
|  |            |              | B          | Filippine | 1 |           |        |        |  |
|  | B          | Filippine    | B          | Filippine | 1 | 3         |        |        |  |
|  | B          | Filippine    |            |           |   |           |        |        |  |
|  | C          | Turkmenistan | 0          |           |   |           |        |        |  |

#### Incontri dal 5º all'8º posto
|  | Semifinali | Semifinali    | Semifinali |           |   | Finale        | Finale | Finale |  |
|  |            |               |            |           |   |               |        |        |  |
|  | A          | Malaysia      | 0          |           |   |               |        |        |  |
|  | A          | Malaysia      | 0          |           |   |               |        |        |  |
|  | D          | Nuova Zelanda | 3          |           |   |               |        |        |  |
|  | D          | Nuova Zelanda | 3          |           | D | Nuova Zelanda |        |        |  |
|  |            |               |            |           | D | Nuova Zelanda |        |        |  |
|  |            |               | B          | Singapore |   |               |        |        |  |
|  | B          | Singapore     | B          | Singapore | 2 |               |        |        |  |
|  | B          | Singapore     |            |           |   |               |        |        |  |
|  | C          | Kirghizistan  | 1          |           |   |               |        |        |  |

#### Incontri dal 9º al 12º posto
|  | Semifinali | Semifinali | Semifinali |           |   | Finale  | Finale | Finale |  |
|  |            |            |            |           |   |         |        |        |  |
|  | A          | Vietnam    | 3          |           |   |         |        |        |  |
|  | A          | Vietnam    | 3          |           |   |         |        |        |  |
|  | D          | Iran       | 0          |           |   |         |        |        |  |
|  | D          | Iran       | 0          |           | D | Vietnam |        |        |  |
|  |            |            |            |           | D | Vietnam |        |        |  |
|  |            |            | B          | Sri Lanka |   |         |        |        |  |
|  | B          | Sri Lanka  | B          | Sri Lanka | 3 |         |        |        |  |
|  | B          | Sri Lanka  |            |           |   |         |        |        |  |
|  | C          | Iraq       | 0          |           |   |         |        |        |  |

### Verdetto
- Hong Kong promosso nel Gruppo I per il 2015.